# Sioma Breitman
Sioma Breitman (1903 – 31 de janeiro de 1980) foi um fotógrafo ucraniano naturalizado brasileiro . É reconhecido como um dos principais retratistas do Rio Grande do Sul e um dos mais relevantes cronistas visuais da cidade de Porto Alegre durante o século XX .

## Biografia
Breitman nasceu em 1903 em Olgopol, na Ucrânia, então parte do Império Russo . De origem judaica, imigrou com a família para a América do Sul na década de 1920, inicialmente estabelecendo-se na Argentina. Em 1924, mudou-se para Porto Alegre, no Brasil, para reunir-se à família, que havia se fixado na cidade anos antes. Casou-se com Rosa Axelrud Selig em 1927, com quem teve dois filhos: Samuel e Irineu .
Iniciou sua carreira como retocador de negativos e, posteriormente, abriu estúdios fotográficos em cidades do interior gaúcho, como Cachoeira do Sul e Santa Maria . Em 1937, retornou definitivamente a Porto Alegre e fundou o Estúdio Sioma, localizado na Rua dos Andradas, que permaneceu ativo por mais de duas décadas .

## Carreira e Obra
Sioma destacou-se pela sofisticação de seus retratos e pelo domínio técnico da luz, explorando contrastes e composições marcantes. Foi amplamente requisitado por famílias da elite porto-alegrense para registros de casamentos, formaturas e retratos individuais . Entre seus retratados, estiveram personalidades como o maestro Heitor Villa-Lobos, o escritor Érico Veríssimo e o presidente Getúlio Vargas.
Sua produção documental inclui o registro de diversos momentos históricos de Porto Alegre, sendo especialmente conhecido pelas imagens da grande enchente de 1941, que devastou partes da cidade.
Em 1957, tornou-se o primeiro fotógrafo do Rio Grande do Sul a ser reconhecido pela Fédération Internationale de l'Art Photographique (FIAP), sediada em Berna, na Suíça.

## Legado
Após sua morte em 1980, Sioma Breitman passou a ser reconhecido como um dos grandes nomes da fotografia brasileira. Seu trabalho é preservado em diversas instituições culturais:
- O Concurso Sioma Breitman de Fotografia, promovido pela Câmara Municipal de Porto Alegre, celebra sua contribuição à arte fotográfica e incentiva novos talentos.[6]

- A Fototeca Sioma Breitman, localizada no Museu de Porto Alegre Joaquim Felizardo, abriga parte de seu acervo, sendo um importante centro de referência para a história da cidade e da fotografia no Brasil.[7]

- Em 2022, foi homenageado com a exposição “Sioma Breitman: O Retratista de Porto Alegre” no Farol Santander, que apresentou cerca de 200 obras, incluindo imagens inéditas.[8][9]